# Anticarsia giloloensis
Anticarsia giloloensis là một loài bướm đêm trong họ Erebidae.